# Гечкинли
Гечкинли или Гечкенли (на турски: Geçkinli) е село в европейската част (Източна Тракия) на Турция, околия Сюлеоолу, вилает Одрин. Селото е разположено на 25 км източно от град Одрин и на 9 км от околийския център Сюлеоолу.

## История
В XIX век Гечкинли е българско село в Одринска кааза на Османската империя. В 1830 година то има 120 български къщи, в 1878 - 84, а в 1912 – 154.
Според „Етнография на вилаетите Адрианопол, Монастир и Салоника“, издадена в Константинопол в 1878 година и отразяваща статистиката на населението от 1873 Гечкинли (Ghetchkinli) е село в Нахия Чоке на Одринска каза с 84 домакинства и 394 жители българи. В селото има българско училище, в което в края на 90-те години на 19 век преподава Димитър Даков, организирал в Гечкинли и революционен комитет на ВМОРО.
До 1912 година жителите на Гечкинли обработват както свои земи, така и чифлишки, принадлежащи на мюсюлмански земевладелци. Според статистиката на професор Любомир Милетич в 1912 година в селото живеят 86 екзархийски български семейства с 436 души.
При избухването на Балканската война в 1912 година 3 души от Гечкинли са доброволци в Македоно-одринското опълчение. Селото е арена на бойни действия между българската и османската армия в хода на Лозенградската операция през октомври 1912 година.
Българското население на Гечкенли се изселва след Междусъюзническата война в 1913 година. Бежанците от Гечкенли са настанени в селата Якезли (16 семейства), Скеф (13 семейства), Ахлатли (11 семейства), Окчилар, Бей махле, както и в Бургас.

## Демография
| Население на селото по години | Население на селото по години |
| ----------------------------- | ----------------------------- |
| 2000                          | 814                           |
| 1997                          | 773                           |

## Личности
Родени в Гечкинли
- Никола Георгиев (1877 - ?), участник в Илинденско-Преображенското въстание в Одринско с четата на Кръстьо Българията,[10] македоно-одрински опълченец, 20-годишен, 4 рота на 10 прилепска дружина, 3 рота на 11 сярска дружина[11]
- Иван Костадинов, македоно-одрински опълченец, 20-годишен, 3 рота на 11 сярска дружинаа[12]
- Руси Радев, македоно-одрински опълченец, 3 рота на 5 одринска дружина[13]

Починали в Гечкинли
- Александър Дим. Мишев, български военен деец, подпоручик, загинал през Балканската война на 9 октомври 1912 година[14]
- Иван Атанасов Костов, български военен деец, поручик, загинал през Балканската война на 9 октомври 1912 година[15]
- Иван Минчев Живодеров, български военен деец, подпоручик, загинал през Балканската война на 9 октомври 1912 година[16]
- Исак Яков Станишев, български военен деец, подпоручик, загинал през Балканската война на 9 октомври 1912 година[17]
- Митрофан Пошев, български военен деец, подполковник, загинал през Балканската война на 9 октомври 1912 година[18]
- Петър Димитров Златарев, български военен деец, подпоручик, загинал през Балканската война на 9 октомври 1912 година[19]
- Стефан Ив. Димитров, български военен деец, подпоручик, загинал през Балканската война на 9 октомври 1912 година[20]
- Стоян Андонов Мумджиев, български военен деец, подпоручик, загинал през Балканската война на 9 октомври 1912 година[21]
- Тодор Начев Димитров, български военен деец, капитан, загинал през Балканската война на 9 октомври 1912 година[22]